# Lernaea hesaragattensis
Lernaea hesaragattensis is een eenoogkreeftjessoort uit de familie van de Lernaeidae. De wetenschappelijke naam van de soort is voor het eerst geldig gepubliceerd in 1974 door Srinivasachar & Sundarabai.